# Mervin Tran
Mervin Tran (ur. 22 września 1990 w Reginie) – kanadyjski łyżwiarz figurowy reprezentujący Stany Zjednoczone, startujący w parach sportowych z Olivią Serafini. Brązowy medalista mistrzostw świata (2012) oraz czterokrotny mistrz Japonii (2009–2012).
Jego rodzice byli uchodźcami z Wietnamu (ojciec) i Kambodży (matka). 

## Osiągnięcia

### Z Olivią Serafini (Stany Zjednoczone)
| Zawody                           | 18–19          | 19–20          | 20–21          |                |                |                |                |                |                |                |                |                |                |                |                |                |                |
| Międzynarodowe                   | Międzynarodowe | Międzynarodowe | Międzynarodowe | Międzynarodowe | Międzynarodowe | Międzynarodowe | Międzynarodowe | Międzynarodowe | Międzynarodowe | Międzynarodowe | Międzynarodowe | Międzynarodowe | Międzynarodowe | Międzynarodowe | Międzynarodowe | Międzynarodowe | Międzynarodowe |
| -------------------------------- | -------------- | -------------- | -------------- | -------------- | -------------- | -------------- | -------------- | -------------- | -------------- | -------------- | -------------- | -------------- | -------------- | -------------- | -------------- | -------------- | -------------- |
| GP Skate America                 |                |                | 6              |                |                |                |                |                |                |                |                |                |                |                |                |                |                |
| CS Finlandia Trophy              |                | 5              |                |                |                |                |                |                |                |                |                |                |                |                |                |                |                |
| CS Golden Spin Zagrzeb           |                | 7              |                |                |                |                |                |                |                |                |                |                |                |                |                |                |                |
| Krajowe                          |                |                |                |                |                |                |                |                |                |                |                |                |                |                |                |                |                |
| Mistrzostwa Stanów Zjednoczonych | 13             | 7              | 6              |                |                |                |                |                |                |                |                |                |                |                |                |                |                |

### Z Marissą Castelli (Stany Zjednoczone)
| Zawody                           | 14–15          | 15–16          | 16–17          | 17–18          |                |                |                |                |                |                |                |                |                |                |                |                |                |
| Międzynarodowe                   | Międzynarodowe | Międzynarodowe | Międzynarodowe | Międzynarodowe | Międzynarodowe | Międzynarodowe | Międzynarodowe | Międzynarodowe | Międzynarodowe | Międzynarodowe | Międzynarodowe | Międzynarodowe | Międzynarodowe | Międzynarodowe | Międzynarodowe | Międzynarodowe | Międzynarodowe |
| -------------------------------- | -------------- | -------------- | -------------- | -------------- | -------------- | -------------- | -------------- | -------------- | -------------- | -------------- | -------------- | -------------- | -------------- | -------------- | -------------- | -------------- | -------------- |
| Mistrzostwa czterech kontynentów |                | 6              |                |                |                |                |                |                |                |                |                |                |                |                |                |                |                |
| GP Rostelecom Cup                |                |                |                | 7              |                |                |                |                |                |                |                |                |                |                |                |                |                |
| GP Skate America                 |                |                | 7              |                |                |                |                |                |                |                |                |                |                |                |                |                |                |
| GP Skate Canada International    |                | 4              |                |                |                |                |                |                |                |                |                |                |                |                |                |                |                |
| GP Internationaux de France      |                | 6              | 5              | 6              |                |                |                |                |                |                |                |                |                |                |                |                |                |
| CS Autumn Classic International  |                |                | 3              | 4              |                |                |                |                |                |                |                |                |                |                |                |                |                |
| CS Golden Spin Zagrzeb           |                | 5              |                |                |                |                |                |                |                |                |                |                |                |                |                |                |                |
| CS U.S. International Classic    |                | 2              |                |                |                |                |                |                |                |                |                |                |                |                |                |                |                |
| Autumn Classic International     |                | 2              |                |                |                |                |                |                |                |                |                |                |                |                |                |                |                |
| Krajowe                          |                |                |                |                |                |                |                |                |                |                |                |                |                |                |                |                |                |
| Mistrzostwa Stanów Zjednoczonych | 6              | 3              | 2              | 6              |                |                |                |                |                |                |                |                |                |                |                |                |                |

### Z Natashą Purich (Kanada)
| Zawody                           | 13–14          |                |                |                |                |                |                |                |                |                |                |                |                |                |                |                |                |
| Międzynarodowe                   | Międzynarodowe | Międzynarodowe | Międzynarodowe | Międzynarodowe | Międzynarodowe | Międzynarodowe | Międzynarodowe | Międzynarodowe | Międzynarodowe | Międzynarodowe | Międzynarodowe | Międzynarodowe | Międzynarodowe | Międzynarodowe | Międzynarodowe | Międzynarodowe | Międzynarodowe |
| -------------------------------- | -------------- | -------------- | -------------- | -------------- | -------------- | -------------- | -------------- | -------------- | -------------- | -------------- | -------------- | -------------- | -------------- | -------------- | -------------- | -------------- | -------------- |
| Mistrzostwa czterech kontynentów | 5              |                |                |                |                |                |                |                |                |                |                |                |                |                |                |                |                |
| GP Trophée Eric Bompard          | 6              |                |                |                |                |                |                |                |                |                |                |                |                |                |                |                |                |
| CS Nebelhorn Trophy              | 6              |                |                |                |                |                |                |                |                |                |                |                |                |                |                |                |                |
| Krajowe                          |                |                |                |                |                |                |                |                |                |                |                |                |                |                |                |                |                |
| Mistrzostwa Kanady               | 4              |                |                |                |                |                |                |                |                |                |                |                |                |                |                |                |                |

### Z Narumi Takahashi (Japonia)

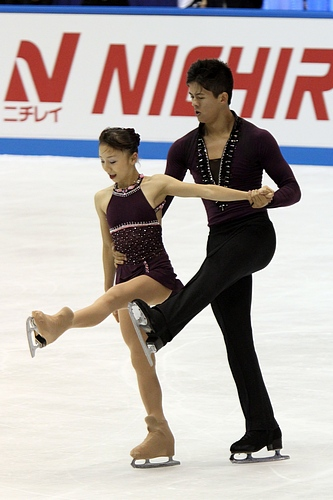
Takahashi i Tran na zawodach NHK Trophy 2010

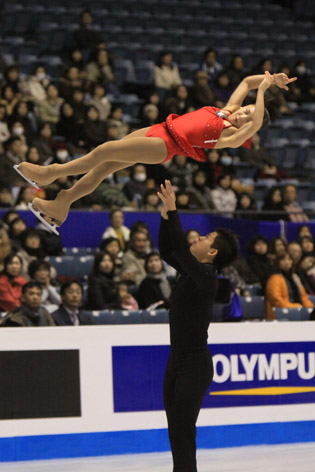
Takahashi i Tran wykonujący podnoszenie twistowe podczas finału Junior Grand Prix 2009

| Zawody                                | 07–08          | 08–09          | 09–10          | 10–11          | 11–12          | 12–13          |                |                |                |                |                |                |                |                |                |                |                |
| Międzynarodowe                        | Międzynarodowe | Międzynarodowe | Międzynarodowe | Międzynarodowe | Międzynarodowe | Międzynarodowe | Międzynarodowe | Międzynarodowe | Międzynarodowe | Międzynarodowe | Międzynarodowe | Międzynarodowe | Międzynarodowe | Międzynarodowe | Międzynarodowe | Międzynarodowe | Międzynarodowe |
| ------------------------------------- | -------------- | -------------- | -------------- | -------------- | -------------- | -------------- | -------------- | -------------- | -------------- | -------------- | -------------- | -------------- | -------------- | -------------- | -------------- | -------------- | -------------- |
| Mistrzostwa świata                    |                |                |                | 9              | 3              |                |                |                |                |                |                |                |                |                |                |                |                |
| Mistrzostwa czterech kontynentów      |                |                | 5              | 7              | 5              |                |                |                |                |                |                |                |                |                |                |                |                |
| GP Finał Grand Prix                   |                |                |                |                | 6              |                |                |                |                |                |                |                |                |                |                |                |                |
| GP Cup of China                       |                |                |                |                |                | WD             |                |                |                |                |                |                |                |                |                |                |                |
| GP NHK Trophy                         |                |                | 8              | 3              | 2              | WD             |                |                |                |                |                |                |                |                |                |                |                |
| GP Rostelecom Cup                     |                |                |                | 2              |                |                |                |                |                |                |                |                |                |                |                |                |                |
| GP Skate Canada International         |                |                |                |                | 4              |                |                |                |                |                |                |                |                |                |                |                |                |
| Międzynarodowe: Kategorie młodzieżowe |                |                |                |                |                |                |                |                |                |                |                |                |                |                |                |                |                |
| Mistrzostwa świata juniorów           | 15             | 7              | 2              | 3              |                |                |                |                |                |                |                |                |                |                |                |                |                |
| JGP Finał                             |                | 7              | 2              | 1              |                |                |                |                |                |                |                |                |                |                |                |                |                |
| JGP w Estonii                         | 12             |                |                |                |                |                |                |                |                |                |                |                |                |                |                |                |                |
| JGP w Niemczech                       | 6              |                |                | 2              |                |                |                |                |                |                |                |                |                |                |                |                |                |
| JGP w Meksyku                         |                | 4              |                |                |                |                |                |                |                |                |                |                |                |                |                |                |                |
| JGP w Polsce                          |                |                | 1              |                |                |                |                |                |                |                |                |                |                |                |                |                |                |
| JGP w USA                             |                |                | 3              |                |                |                |                |                |                |                |                |                |                |                |                |                |                |
| JGP w Wielkiej Brytanii               |                | 3              |                | 2              |                |                |                |                |                |                |                |                |                |                |                |                |                |
| Krajowe                               |                |                |                |                |                |                |                |                |                |                |                |                |                |                |                |                |                |
| Mistrzostwa Japonii                   | 1 J            | 1              | 1              | 1              | 1              |                |                |                |                |                |                |                |                |                |                |                |                |
| Zawody drużynowe                      |                |                |                |                |                |                |                |                |                |                |                |                |                |                |                |                |                |
| World Team Trophy                     |                |                |                |                | 1 T 3 P        |                |                |                |                |                |                |                |                |                |                |                |                |